# Nikolaus Fuss

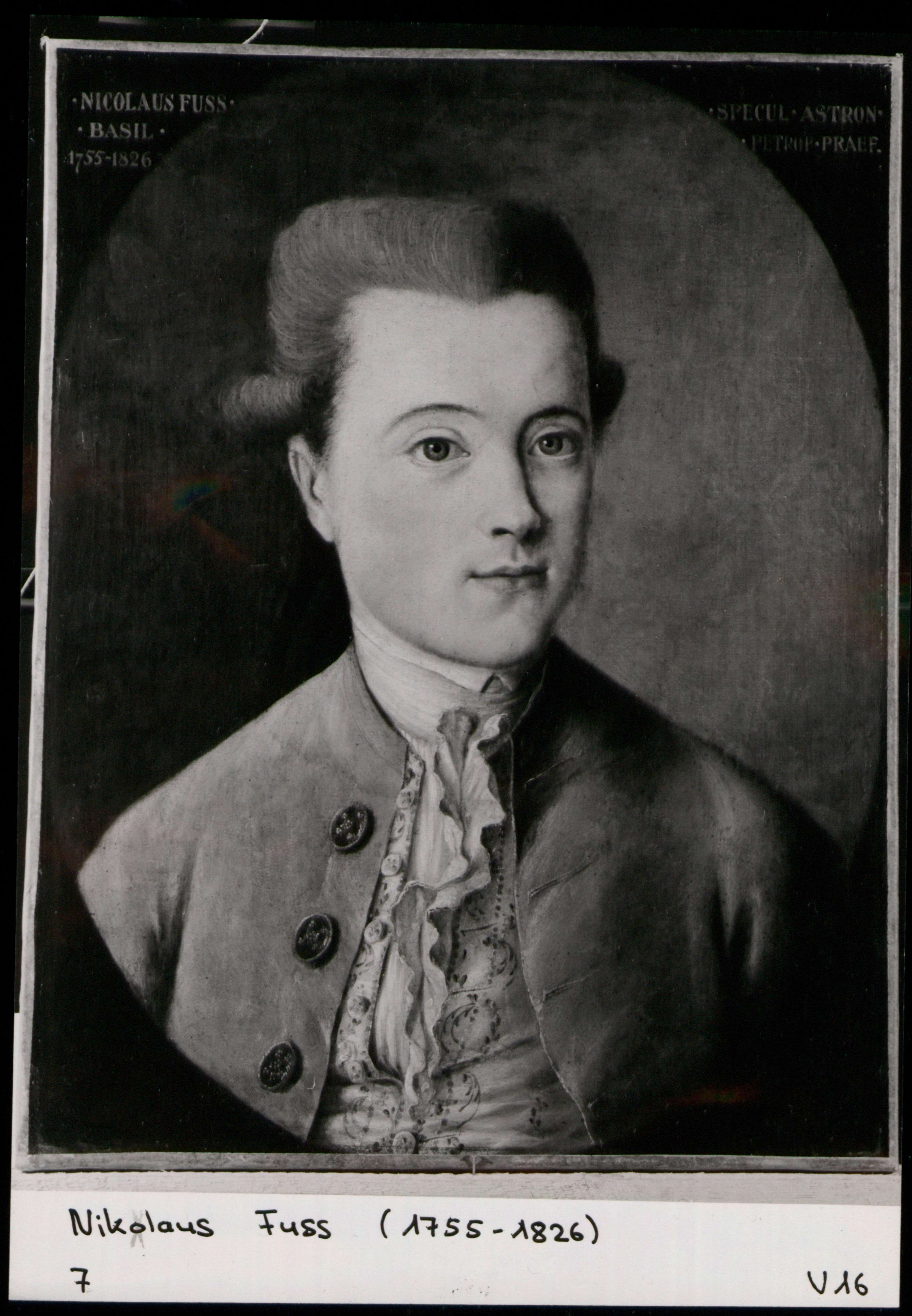
Nikolaus Fuss (etwa 1780)

Nikolaus Fuss (auch: Nikolaus Fuß, Nicolaus Fuss, Nicolas Fuss, Nikolai Fuss, russisch Николай Иванович Фус), (* 30. Januar 1755 in Basel, Schweiz; † 4. Januar 1826 in Sankt Petersburg, Russland) war ein Schweizer Mathematiker und Sekretär des Mathematikers Leonhard Euler.

## Leben
Der Sohn des Schreiners Johann Heinrich Fuss machte zuerst bei seinem Vater eine Schreinerlehre und besuchte parallel dazu die obrigkeitliche Zeichenschule und das städtische Gymnasium.
Von 1767 bis 1772 studierte er an der Universität Basel Mathematik bei Daniel Bernoulli.
Im Jahre 1772 folgte er Euler nach dessen Erblindung nach Sankt Petersburg. Er war über zehn Jahre Sekretär Eulers und bereitete in seinem Auftrag etwa 250 Arbeiten für den Druck vor. Später war er ständiger Konferenzsekretär der Petersburger Akademie und versuchte neben anderen auch Carl Friedrich Gauß an die Akademie nach Russland zu holen.
Fuss beschäftigte sich mit Problemen der Versicherungsmathematik und der Trigonometrie. Im Jahre 1778 gewann er einen Preis der französischen Akademie der Wissenschaften. Die Russische Akademie der Wissenschaften nahm ihn 1783 als ordentliches Mitglied auf. 1793 wurde er als auswärtiges Mitglied in die Preußische Akademie der Wissenschaften aufgenommen. 1802 wurde er zum auswärtigen Mitglied der Göttinger und 1808 der Bayerischen Akademie der Wissenschaften gewählt. 1812 wurde er in die American Academy of Arts and Sciences aufgenommen.
Wie andere anerkannte Mathematiker seiner Zeit erkannte er 1823 die Genialität von Nikolai Iwanowitsch Lobatschewskis Geometrielehrbuch nicht und verfasste ein negatives Gutachten dazu.
1784 heiratete er Leonhard Eulers Enkelin Albertine († 1822), eine Tochter des Mathematikers Johann Albrecht Euler. Das Paar hatte 13 Kinder, von denen in etwa die Hälfte überlebte.
Mehrere Söhne schlugen ebenfalls eine akademische Laufbahn in Russland ein: Paul Heinrich (1798–1855) wurde 1826 sein Nachfolger als Mathematikprofessor und als Sekretär der Akademie in St. Petersburg. Georg Albert (1806–54) wurde Astronom und wurde nach verschiedenen Forschungsreisen 1848 zum Leiter des Observatoriums in Wilna.
In der Elementargeometrie ist der Satz von Fuss, der eine Beziehung zwischen dem Inkreisradius und Umkreisradius eines Sehnentangentenvierecks beschreibt, nach ihm benannt.

## Werke
- Eclaircissemens sur les établissemens publics en faveur des veuves que de morts. St. Pétersbourg: l'imprimérie de l'Académie Impériale des Sciences 1776. (Deutsch: Erläuterungen über die öffentlichen Anstalten zum Besten sowohl der Witwen als Sterbefälle. Altenburg: Richterische Buchhandlung 1782.)
- Leçons de géométrie. St. Pétersbourg 1798.
- Grundlagen der reinen Mathematik. 3 Teile. 1810–12, (russ.)